# Стоиканешти (Валча)
Стоиканешти (рум. Stoicănești) насеље је у Румунији у округу Валча у општини Каса Веке-Олану. Oпштина се налази на надморској висини од 211 m.

## Становништво
Према подацима из 2002. године у насељу је живело 358 становника, од којих су сви румунске националности.